# Gerardo Estellés Gadea
Gerardo Estellés Gadea (València, 1833 - 1906) fou un advocat, terratinent i polític valencià, diputat a les Corts Espanyoles durant la restauració borbònica 
Era fill d'un fabricant de pells adobades i es llicencià en dret a la Universitat de València. Exercí com a advocat però es dedicà principalment a l'explotació agrària del vi a la Colònia Agrícola de Quinete (Iàtova). El 1863 fou diputat provincial de la Unió Liberal per Xiva i el 1871 per Llíria. El 1872 fou vicepresident de la Comissió Provincial i després del cop d'estat del general Pavía el 1874 fou nomenat novament diputat provincial. Després de la restauració borbònica ingressà al Partit Conservador, fou destacat membre del Sindicat Vitivinícola i diputat pel districte de Xiva a les eleccions generals espanyoles de 1899 en el sector propugnat per Francisco Silvela.